# Sylvia Sleigh
Sylvia Sleigh (Llandudno, 8 de maio de 1916 - Nova York, 24 de outubro de 2010) foi uma pintora galesa natulizada norte-americana que viveu e trabalhou na cidade de Nova York. Ela é conhecida por seu papel no movimento artístico feminista e especialmente por reverter os papéis tradicionais de gênero em suas pinturas de homens nus, muitas vezes usando poses femininas convencionais de pinturas históricas de artistas masculinos como Diego Velazquez, Ticiano e Jean-Auguste-Dominique Ingres. Seus temas mais conhecidos foram críticos de arte, artistas feministas e seu marido, Lawrence Alloway.

## Biografia
Sleigh nasceu em Llandudno e foi criada na Inglaterra. Ela estudou na Brighton School of Art. Por um tempo, ela trabalhou em uma loja de roupas na Bond Street, onde se lembra de "despir Vivien Leigh". Sleigh mais tarde abriu seu próprio negócio em Brighton, Inglaterra, onde fez chapéus, casacos e vestidos até fechar sua loja no início da Segunda Guerra Mundial. Ela voltou a pintar e se mudou para Londres em 1941 após se casar com seu primeiro marido, um pintor inglês chamado Michael Greenwood. Sua primeira exposição individual foi em 1953 na Kensington Art Gallery, em Londres. Sleigh conheceu seu segundo marido, Lawrence Alloway, um curador e crítico de arte inglês, enquanto fazia aulas noturnas para estudar história da arte na Universidade de Londres; eles se casaram em 1954 e se mudaram para os Estados Unidos em 1961. No ano seguinte, Alloway se tornou curadora no Museu Solomon R. Guggenheim.